# 収入役
収入役（しゅうにゅうやく）は、地方自治法により市町村の会計事務をつかさどった特別職の地方公務員。改正地方自治法の施行に伴い2007年3月31日限りで廃止された。都道府県で収入役に相当する職は出納長と呼ばれた。

## 制度

### 設置
10万人以上の市においては必ず置かなければならないが、10万人未満の市及び町村においては条例により収入役を置かず、市町村長または助役にその事務を兼掌させることができるとされていた（改正前地方自治法第168条、同施行令第132条の2）。
政令指定都市の区にも収入役を1人置かなければならないとされたが、政令指定都市の区収入役は一般職の地方公務員であった。
収入役は、市町村長が議会の同意を得て選任し、任期は4年である。
内部統制を目的とした職であったため、市町村長の意思では解任できない（首長の不正会計指示を拒否できる）など、同じ三役でも助役とは異なっていた。

### 職務
収入役は、当該市町村の次のような会計事務をつかさどった。
1. 代わりに納付される証券や基金所属のものを含めた現金の出納及び保管を行うこと。
2. 小切手を振り出すこと。
3. 公有財産又は基金に属するものを含めた有価証券の出納及び保管を行うこと。
4. 基金に属する動産も含め物品の出納及び保管を行うこと。なお使用中の物品に係る保管は担当ではない。
5. 現金及び財産の記録管理を行うこと。
6. 支出負担行為に関する確認を行うこと。
7. 決算を調製し、これを普通地方公共団体の長に提出すること。

## 廃止
旧地方自治法では会計事務の適正な執行を確保するため、職務上独立した会計機関として収入役を設置していた。しかし、出納事務の電算化、監査制度や情報公開制度の充実など収入役を設置しなくても会計事務の適正な執行を確保することが可能と考えられるようになった。また、収入役が長の補佐役として本来の職務とは直接関係のない職務を事実上遂行する職になっているケースや長や助役に収入役の事務を兼掌させるケースも多かった。
2005年12月、第28次地方制度調査会は中間答申で、都道府県の出納長とともに収入役の廃止を提言した（市町村の助役の廃止、副市町村長への改称も同時に提言された）。その提言を受けて、2006年5月31日に改正地方自治法が可決・成立し、その施行に伴い、2007年3月31日限りで廃止された。同年4月1日の改正法施行後は会計管理者（一般職）が置かれ、収入役と同じ職務権限を所掌することになったが、市町村長等が兼掌することは認められなくなった。
なお、2007年3月31日改正地方自治法施行時に在職していた収入役は、その任期が終了するまでの期間、在職できる特例措置があった（大阪市など）。